# ヨハネス12世 (ローマ教皇)
ヨハネス12世（Ioannes XII、937年 - 964年5月14日）は、ローマ教皇（在位：955年 - 964年）。教会慣用名はヨハネ。

## 生い立ちと教皇即位
ローマの支配者アルベリーコ2世（932年 - 954年）とイタリア王ウーゴの娘アルダとの子で、本名はオクタヴィアヌスである。母方の血縁によりフランク王国の王カール大帝の7世の子孫に当たる。父アルベリーコがローマ貴族に誓わせた誓約に基づき、955年12月16日、18歳でヨハネス12世としてローマ教皇に即位した。若年での教皇就任は家柄の良さによるものであって、必ずしも個人的資質や信仰心によるものではなかった。
なお、即位した時に初代ローマ皇帝オクタヴィアヌスに由来する自身の名を教皇名とすることを躊躇ったのか、新たにヨハネスと改名している。

## 教皇領拡大戦とオットーの戴冠

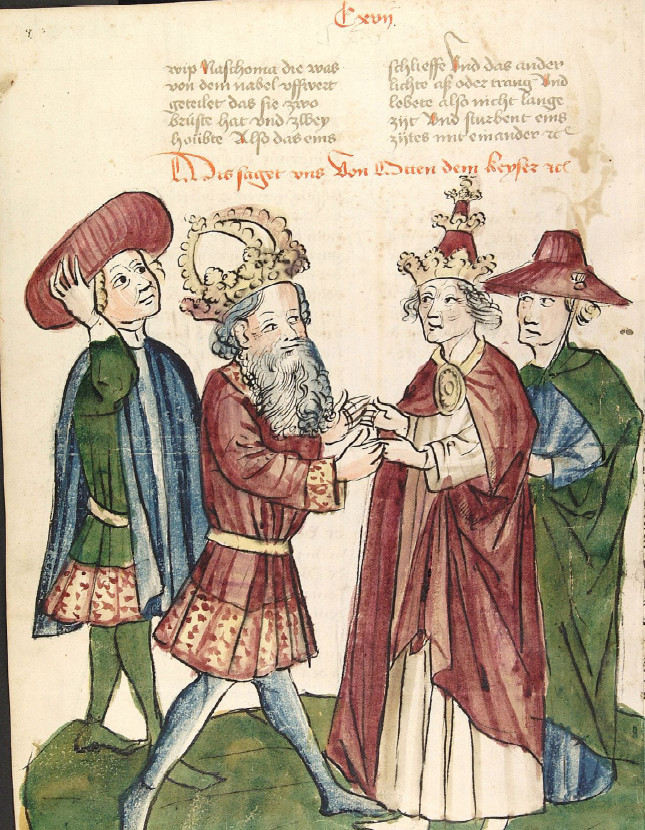
オットー1世と会見するヨハネス12世（14世紀の描画）

苦労知らず、世間知らずな若者であったヨハネス12世は、教皇になったあと、周辺の事情も考えずに無謀な教皇領拡大に乗り出して、のちにイタリア王ベレンガーリオ2世（950年 - 963年）となるイヴレア辺境伯ベレンガーリオと戦って大敗を喫し、逆に攻め込まれる羽目となった。窮したヨハネス12世は、東フランク王国の国王オットー1世に救援を要請し、彼の援軍をローマに迎えることで窮地を脱した。
そして、この見返りとして962年2月2日、オットーに対し「ローマ皇帝」の帝冠を与えた。
新皇帝オットー1世は新たにイタリアの大部分を教皇領として寄進したが、同時に「皇帝に忠誠を宣誓してからでなければ教皇職には叙任されない」と定めた。ここに至ってオットー1世に反意を抱いたヨハネス12世は、今度は旧敵ベレンガーリオと手を結んだが、これはオットー1世の臣下によって事態が露見した。ここに至って教会内部でもヨハネス12世に対して反発の声があがり、不満を持つ者も多く現れて、963年、ヨハネスは皇帝オットー1世によって教皇廃位を宣告され、ローマから追放された。
後任の教皇として、レオ（レオ8世）が即位した。

## ローマへの帰還と急死
オットー1世がローマを発ったのち、すぐにヨハネス12世はローマへ帰還した。そして、ローマで起こったヨハネス支持派の暴動に乗じ、レオ8世を追放して復位を宣言したものの、間もなく27歳の若さで脳卒中で死去した。964年5月のことであった。ヨハネス12世の突然の死について、当時のローマでは、情事を交わした人妻の夫によって殺されたという噂が流れた。
ヨハネス12世の治世下、ローマ教会と教皇の権威は急落した。これにより、ローマ教会において「鉄の世紀」と呼ばれる、ローマ教皇の堕落した時代が始まった。そしてオットー1世は、教皇以下の聖職者の任免権を皇帝が握る、帝国教会政策によって帝国の統治を図る。この状況からの脱却を目指したのがクリュニー修道院による修道院改革運動であり、グレゴリウス7世のグレゴリウス改革と叙任権闘争であった。